# Piovono angeli
Piovono angeli è il secondo album della rapper italiana La Pina, pubblicato il 20 giugno 1998 dall'etichetta discografica PolyGram.

## Descrizione
Il disco è accreditato anche ai Soul Kingdom, ovvero Patrick Benifei e Giuliano Palma dei Casino Royale, che hanno collaborato alla realizzazione dell'album.
Composto da dieci tracce, il disco risulta molto più profondo del precedente, raccontando anche storie come nel caso di Parla piano, traccia dedicata alla fine del rapporto dell'artista con il fidanzato e collega Esa.
Sono presenti numerose collaborazioni, oltre che con i Soul Kingdom, con i Colle der Fomento, Marya, Esa, Rival Capone, Black Attack, Al Tariq, Torch e la cantante pop Tosca, che duetta con La Pina nel brano che ha dato il titolo all'intero lavoro, Piovono angeli.
Le basi sono state realizzate da Esa, Fritz da Cat, Ice One e Skizo.

## Tracce
1. Piovono angeli – 5:15 (testo: Orsola Branzi – musica: Esa) – (feat. Tosca)
2. Parla piano – 4:30 (testo: Orsola Branzi – musica: Fritz da Cat) – (feat. The King)
3. Niente per niente – 4:24 (testo: Orsola Branzi – musica: Esa) – (feat. Thom, Sab Sista e Marya)
4. In media ci sto dentro... – 4:19 (testo: Orsola Branzi – musica: Fritz da Cat)
5. A testa alta – 4:52 (testo: Orsola Branzi – musica: Ice One) – (feat. Jake LaMotta, Esa, Masito Fresco)
6. Rocco – 5:20 (testo: Orsola Branzi – musica: DJ Skizo)
7. Scegli me – 4:26 (testo: Orsola Branzi – musica: Esa) – (feat. Katiuscia e Natascia Queens Of Ciard)
8. Stessa gente – 4:41 (testo: Orsola Branzi – musica: Esa) – (feat. Rival Capone, Black Attack, Al Tariq, Torch)
9. Mezza luna – 3:51 (testo: Orsola Branzi – musica: DJ Skizo)
10. Questa Fly RMX '98 – 4:35 (testo: Orsola Branzi – musica: Esa, Fritz da Cat) – (feat. Esa)

Durata totale: 46:13